# 出前授業
出前授業（でまえじゅぎょう）とは、企業、団体、大学、行政機関などが教育機関（主に小・中・高等学校）に講師を派遣し、専門的な知見や経験を子どもたちに伝える授業のことを指す。
主に学校の授業の一環として行われ、「総合的な学習の時間」「キャリア教育」「SDGs学習」などに活用されることが多い。

## 概要
出前授業は、2000年代以降に「総合的な学習の時間」が学校教育に導入されたことを契機に広がりを見せた。企業が社会貢献（CSR）の一環として実施するケースや、行政が地域の人材や知見を教育現場に生かす目的で行うこともある。
出前授業のテーマは多岐にわたり、環境問題、食育、金融リテラシー、働き方、ICT活用、防災、国際理解などが含まれる。また、文部科学省も「出前授業」を活用した学習支援を推進しており、外部人材の活用を通じた多様な学びの機会提供が期待されている。

## 特徴
- 学校外の専門家が授業を担当することで、児童生徒にとって新鮮で実践的な学びとなる。
- 教員だけではカバーしきれない専門分野や実社会の視点を取り入れることができる。
- 学びへの動機づけや職業観の醸成にも寄与する。

## 実施例
出前授業は全国の小中高校で幅広く実施されており、教育内容は多様である。以下に代表的な事例を挙げる。
- 金融リテラシー教育（小学校）
地方銀行や証券会社が小学校高学年向けに「お金の役割」「働いて得る収入」などをテーマとした授業を実施。児童が模擬通貨を使って買い物体験をするなど、体験型の構成が特徴。
- 環境・SDGs教育（中学校）
環境省や関連企業が、地球温暖化や再生可能エネルギーをテーマとする出前授業を実施。中学生が自ら「未来のエネルギー政策」を考えるグループワークを行うなど、探究的な学びが展開されている。
- キャリア教育（高校）
IT企業や製造業などが、高校生向けに「働くとは何か」「業界のリアルな仕事像」などを伝えるキャリア授業を展開。職業人による講話に加え、模擬プロジェクトの体験や質疑応答の時間を設ける例も多い。

### 具体例
- JFAこころのプロジェクト

## よりよい活用に向けて
出前授業は多様な学びを提供する一方で、導入・運用に際して配慮すべき点もある。
- 提供内容が企業や団体の意向に偏らないよう、授業の目的や構成を事前に明確化する必要がある。
- 教育課程や学校の指導計画と整合性を持たせる工夫も重要である。
- 特定の製品やサービスに関する内容が過度にならないよう、授業の中立性・公益性を担保することが求められている。

こうした点に留意することで、出前授業は教育現場にとってより価値ある学びの機会となり得る。

## 関連リンク
- 文部科学省｜外部人材の活用について

総合的な学習の時間における外部人材の活用を推進する文部科学省の公式ページ。
- 経団連｜教育支援プログラム例

日本経済団体連合会による企業の教育支援活動の紹介。
- 出前授業プラットフォーム｜出前授業どっとこむ

出前授業を希望する教育機関と授業提供者をつなぐ情報サイト。230社以上の企業・団体による授業事例が掲載されている。